# جوردن هوروويتز
جوردن هوروويتز (بالإنجليزية: Jordan Horowitz)‏ هو منتج أفلام أمريكي، ولد في 10 أبريل 1980 في نيويورك في الولايات المتحدة.

## وصلات خارجية
- جوردن هوروويتز على موقع IMDb (الإنجليزية)
- جوردن هوروويتز على موقع قاعدة بيانات الفيلم (الإنجليزية)